# Bochnia
Bochnia je starobylé město na jihu Polska v Malopolském vojvodství, 40 km východně od Krakova při pravém břehu řeky Raby. V roce 2024 mělo 28 441 obyvatel a rozlohu 29,89 km².
V minulosti proslulo jako středisko těžby soli – solivary v Bochni se připomínají již k roku 1198 a první důl na kamennou sůl byl založen roku 1248. Městská práva získala Bochnia 27. února 1253. Solný důl Bochnia byl v roce 2013 zapsán na Seznamu světového dědictví UNESCO.

## Osobnosti
Mezi významné rodáky patří novinář Gabriel Laub.

## Partnerská města
- Kežmarok, Slovensko
- Bad Salzdetfurth, Dolní Sasko, Německo
- Roselle, Illinois, Spojené státy americké

### Externí odkazy

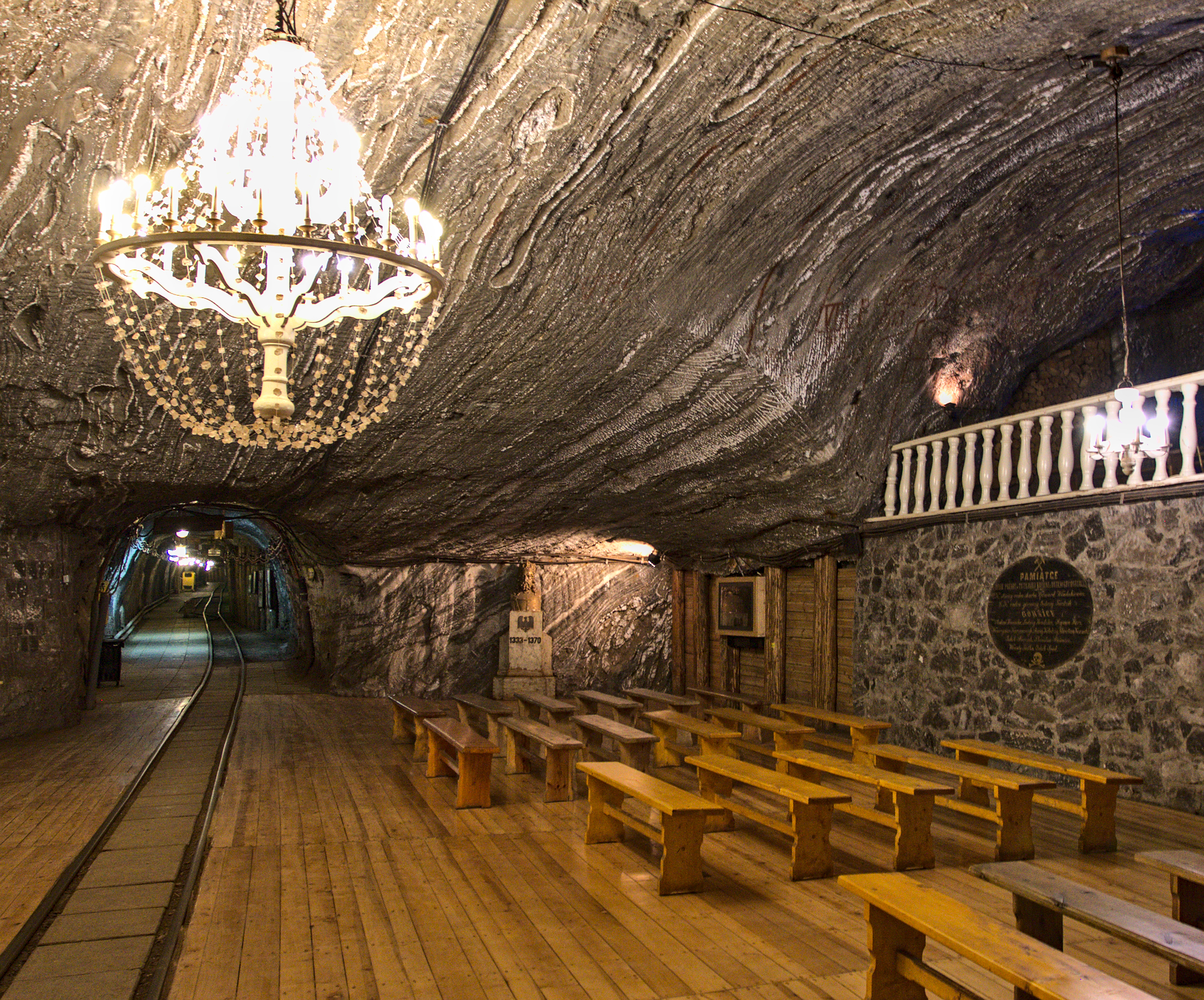
Solný důl v Bochnii